# Тильзитский трамвай
Тильзи́тский трамва́й — трамвайная система, функционировавшая в Тильзите (ныне Советск Калининградской области) с 1901 по 1944 годы. До сих пор сохранилось трамвайное депо.

## История
- 26 июля 1901 г. — открытие системы
- Октябрь 1944 г. — закрытие системы

Электрический трамвай открылся в 1901 г. в сорокатысячном Тильзите. Компанией Lahmeyer & Co (EAG) во Франкфурте-на-Майне были построены и эксплуатировались основные трамвайные линии. Первые вагоны Тильзитского трамвая поставлялись фабрикой Uerdingen. Elektrizitätswerk и Strassenbahn Tilsit AG были основаны 14 июня 1912 г. компанией АО Lahmeyer & Co (EAG) с долей капиталовложения 100 % как собственность трамвайного общества. Общество прекратило своё существование в 1936 г. и снова присоединилась непосредственно к EAG.
Городской электрический трамвай с колеёй 1000 мм существовал с 26 июля 1901 г. по октябрь 1944 г. Всего было 12 моторных и 5 прицепных вагонов (по другим данным — всего 21 вагон).

## Маршрутная сеть
Всего было 4 линии:

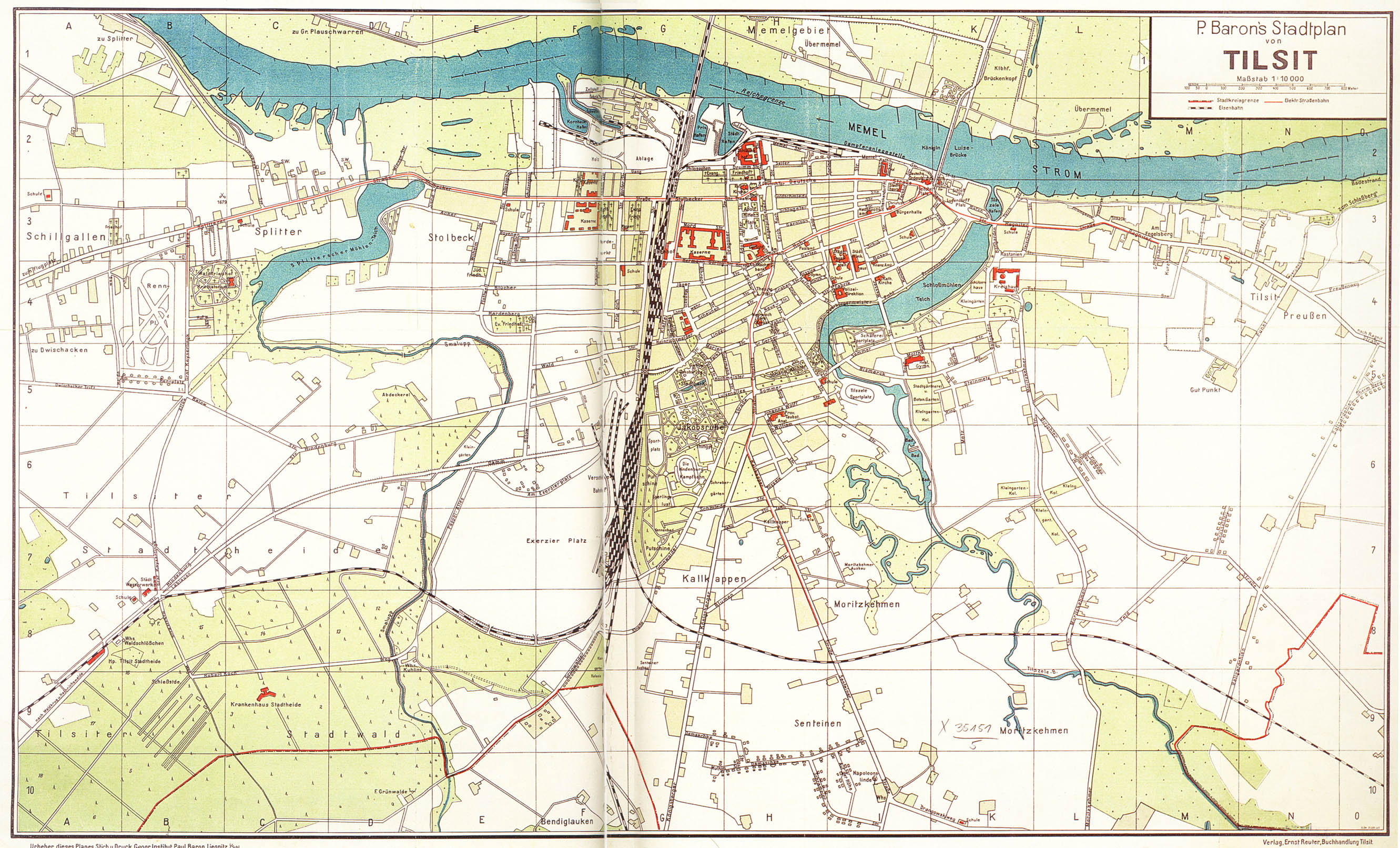
Карта Тильзита с обозначением трамвайных линий. 1934 год

- Кольцевая, 4,06 км — открыта 26.07.1901 г.
- Hohestrasse — Splitter, 3,96 км — открыта 15.12.1901 г. (примерно в 1913 г. продлена до Waldfriedhof)
- Wasserwerk (Водокачка) — Jakobsruh, 3,19 км — открыта 15.12.1901 г. (примерно в 1910 г. между Высокими воротами и парком Якоба движение закрыто, в 30-х годах рельсы убраны.
- Kasernenstrasse — Kallkapen, 2,5 км — открыта 15.12.1901 г. (17 октября 1937 г. движение остановлено)
- После начала войны в 1939 году была открыта новая линия длиной 6,33 км от Энгельсберга, проходила над Fletcherplatz (ранее Getreidemarkt) — Bahnhof — Stolbeck — Splitter — Waldfriedhof (Лесное кладбище).

## Вагон-памятник
В августе 2012 года на площади Ленина был установлен трамвайный вагон-памятник, привезенный из Санкт-Петербурга.